# Juha Riihijärvi
Juha Riihijärvi (ur. 15 grudnia 1969 w Keminmaa) – fiński hokeista, reprezentant Finlandii. Trener hokejowy.
Jego syn Aleksis (ur. 1993) także został hokeistą.

## Kariera
- Kärpät (1987-1991)
- JYP (1991-1993)
- Cape Breton Oilers (1993-1994)
- Lukko (1994-1996)
- Malmö (1996-2004)
- EHC Basel (2004-2005)
- HC Ambrì-Piotta (2005)
- Malmö Redhawks (2005-2007)
- Rødovre Mighty Bulls (2007-2008)
- Vienna Capitals (2008-2009)
- HC Bolzano (2009-2010)

Wieloletni zawodnik w lidze fińskiej Liiga i w szwedzkich rozgrywkach Elitserien. Zakończył karierę w kwietniu 2010.
Uczestniczył w turniejach mistrzostw świata w 1992, 1993, 1996 oraz Pucharu Świata 1996.

## Kariera trenerska
- IK Pantern (2010-2011), asystent trenera
- Herlev Eagles (2011-2014), główny trener
- Frederikshavn White Hawks (2014), główny trener
- New York Islanders (2017-), skaut

Podjął pracę jako trener w superlidze duńskiej.

## Sukcesy
Reprezentacyjne
- Srebrny medal mistrzostw świata: 1992

Klubowe
- Srebrny medal mistrzostw Finlandii: 1992 z JYP
- Brązowy medal mistrzostw Finlandii: 1993 z JYP, 1996 z Lukko
- Złoty medal NLB: 2005 z EHC Basel
- Złoty medal mistrzostw Allsvenskan: 2006 z Malmö Redhawks
- Awans do Elitserien: 2006 z Malmö Redhawks
- Puchar Danii: 2008 z Rødovre Mighty Bulls

Indywidualne
- SM-liiga 1991/1992:
  - Drugie miejsce w klasyfikacji strzelców w sezonie zasadniczym: 29 goli
  - Piąte miejsce w klasyfikacji kanadyjskiej w sezonie zasadniczym: 62 punkty
- SM-liiga 1992/1993:
  - Trzecie miejsce w klasyfikacji strzelców w sezonie zasadniczym: 25 goli
  - Drugie miejsce w klasyfikacji kanadyjskiej w sezonie zasadniczym: 56 punkty
  - Kultainen kypärä (Złoty Kask) - najlepszy zawodnik sezonu
  - Skład gwiazd
- SM-liiga 1995/1996:
  - Pierwsze miejsce w klasyfikacji strzelców w sezonie zasadniczym: 28 goli (Trofeum Aarne Honkavaara)
  - Pierwsze miejsce w klasyfikacji asystentów w sezonie zasadniczym: 44 asyst
  - Pierwsze miejsce w klasyfikacji kanadyjskiej w sezonie zasadniczym: 72 punkty (Trofeum Veli-Pekka Ketola)
  - Najlepszy zawodnik w sezonie zasadniczym (Trofeum Lasse Oksanena)
  - Kultainen kypärä (Złoty Kask) - najlepszy zawodnik sezonu
  - Skład gwiazd
- Elitserien 1996/1997:
  - Pierwsze miejsce w klasyfikacji kanadyjskiej w sezonie zasadniczym: 51 punktów
- Elitserien 1999/2000:
  - Mecz gwiazd
  - Pierwsze miejsce w klasyfikacji kanadyjskiej w sezonie zasadniczym: 56 punktów
- Elitserien 2000/2001:
  - Pierwsze miejsce w klasyfikacji kanadyjskiej w sezonie zasadniczym wśród obcokrajowców: 53 punkty
- Elitserien 2002/2003:
  - Pierwsze miejsce w klasyfikacji kanadyjskiej w sezonie zasadniczym wśród obcokrajowców: 42 punkty
- Elitserien 2003/2004:
  - Pierwsze miejsce w klasyfikacji strzelców goli w osłabieniu w sezonie zasadniczym: 3 gole